# Итальянский национальный профсоюз киножурналистов
Италья́нский национа́льный профсою́з киножурнали́стов (итал. Sindacato nazionale giornalisti cinematografici italiani; аббр. SNGCI) — это профессиональное объединение, которое представляет интересы итальянских журналистов пищущих о кинематографе. Профсоюз был основан 17 марта 1946 года в Риме.
Итальянский национальный профсоюз киножурналистов входит в состав Национальной федерации итальянской прессы (FNSI).

## История
Итальянский национальный профсоюз киножурналистов официально был основан 17 марта 1946 года. Одной из уставных обязанностей SNGCI является представление профессиональных интересов своих членов, содействие свободе прессы и независимости кинокритиков.
Он институционально представляет репортёров, эссеистов и журналистов, работающих в ежедневных газетах и еженедельниках, новостных журналах, на радио и телевидении, веб-страницах, публицистов и других работников, каждый день работающих над специализированной информацией. 
Итальянский национальный профсоюз киножурналистов оценивает достижения итальянской и международной киноиндустрии, награждая лучших специальными наградами. Старейшей и самой важной из этих наград является кинопремия «Серебряная лента», которая присуждается с 1946 года в различных категориях. 
Является членом Международной федерации кинопрессы (ФИПРЕССИ) и делегирует своих членов в жюри ФИПРЕССИ на международных кинофестивалях. 

## Награды, вручаемые SNGCI
- Кинопремия «Серебряная лента», учреждена в 1946 году;

- Премия «Corti d'Argento», учреждена в 2013 году;

- Премия «Серебряные ленты — Grandi Serie», учреждена в 2021 году;

- Премия Франческо Пазинетти;

- Премия Филиппо Сакки за дипломные работы по кинематографическим темам;

- Премия Гульельмо Бираги;

- Премия Пьетро Бьянки, вручается с 1978 года заслуженному деятелю итальянского кино;

- Премия «Soundtrack Stars», вручается с 2012 года на Венецианском международном кинофестивале.